# Братеница (река)
Братеница (укр. Братениця) — левый приток реки Ворскла, протекающий по Золочевскому, Богодуховскому (Харьковская область) и Великописаревскому (Сумская область) районам.

## География
Длина — 30 км. Площадь водосборного бассейна — 233 км².
Долина корытообразная, шириной до 2,5 км и глубиной до 40 м. Русло извилистое, местами шириной до 2 м. Используется для нужд сельского хозяйства.
Река течёт с востока на запад, затем на севере Харьковской области поворачивает на север. Река берет начало северо-восточнее села Гурьев (Золочевский район). Впадает в реку Ворскла в между сёлами Александровка и Лукашовка (Великописаревский район) у государственной границы с Россией.
На реке расположено Ивано-Шийчинское водохранилище (площадь 1 км², объём 3,3 м³) в среднем течении, а также несколько прудов. Река имеет две притоки, которые на карте обозначаются как Братеница. На правой притоке расположено Тимофеевское водохранилище (площадь 0,8 км², объём 2,9 м³). Оба водохранилища построены в 1978 году. Ивано-Шийчинское водохранилище создано для рыборазведении и рекреации, а Тимофеевское водохранилище — орошения. В нижнем течении реки местами присутствуют заболоченные участки с тростниковой растительностью.

## Населённые пункты
Населённые пункты на реке (от истока до устья):
Золочевский район
Бротоница (правый приток Братеницы):
- Возрожденовка (исток притока Бротоница)
- Лемещин(о) (Золочевский район, оба берега)
- Тимофеевское водохранилище

Богодуховский район
- Тимофеевка (Богодуховский район) (левый берег)
- Впадение Бротоницы в реку Братеница между Шевченково и Дмитровкой

Братеница:
Золочевский район
1. Гурьев

Богодуховский район
1. Братеница
2. Ивано-Шийчино

Великописаревский район
1. Шевченково
2. Дмитровка
3. Пономаренки
4. Лукашовка